# چویا
چویا (به لاتین: Chuya) یک رود در روسیه است که در جمهوری آلتای واقع شده‌است.